# Карук (плем'я)

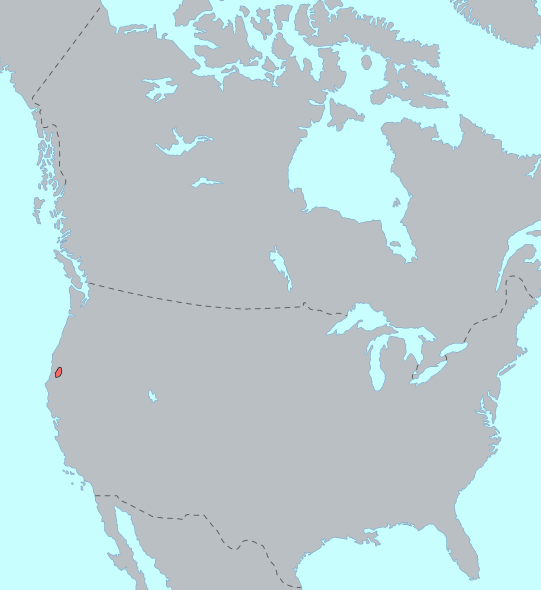
Територія карук до контакту з європейцями

Карук або карок (англ. Karuk) — корінне індіанське плем'я Каліфорнії, одне з найбільших каліфорнійських племен.

## Назва та мова
Назва «карук» означає «люди верхньої течії». Як і більшість індіанських мов, мова карук писемності не мала, тому навіть написання назви племені в англійській мові є варіативним. Мову карук лінгвісти відносять до хоканських мов. Вона є вимираючою, але наразі племенем втілюється у життя програма відродження мови.

## Демографія
Дані про чисельність племені карук перед контактами з європейцями відрізняються. Антрополог Альфред Крьобер припускав, що станом на 1700 рік воно нараховувало 1500 людей, а Шерберн Кук — 2000, а потім збільшив це число до 2700. У 1910 рік А. Крьобер оцінює чисельність племені у 800 людей.
За даними перепису 2010 року плем'я карук налічує 6115 осіб, з яких 3431 — чистокровні. Більша частина племені карук наразі живе у резерваціях Каліфорнії. Деякі мешкають у ранчеріях разом з представниками інших племен: шаста, кламат, хупа, юрок.